# Camino inca de Áncash
El Camino Inca de Áncash llamado localmente Inca Naani, forma parte de la gran Red vial del Tahuantinsuyo. Se componía de dos caminos principales, uno en la sierra de la Zona de Conchucos (aún bien conservado) y otro en la costa (desaparecido), mientras que un tercero (desaparecido), en el Callejón de Huaylas, servía de interconector entre los dos principales, que recorrían el territorio regional de manera longitudinal. Los tres caminos se interconectaban con numerosos caminos transversales formando una gran red de senderos.

## Historia
Pedro Cieza de León (1520-1554), cronista español, fue el primer occidental en mencionar su existencia:

“...desde Guamachuco, por el real camino de los ingas se va hasta llegar a la provincia de los Conchucos, que está de Guamachuco dos jornadas pequeñas, y en el comedio dellas había aposentos y depósitos, para cuando los reyes caminaban poderse alojar. Porque fue costumbre suya, cuando andaban por alguna parte deste gran reino, ir con gran majestad y servirse con gran aparato, a su usanza y costumbre; porque afirman que, si no era cuando convenía a su servicio, no andaban más de cuatro leguas cada día. Y para que hubiese recaudo bastante para su gente, había en el término de cuatro a cuatro leguas aposentos y depósitos con grande abundancia de todas las cosas que en estas partes se podía haber; y aunque fuese despoblado y desierto, había de haber estos aposentos y depósitos; y los delegados o mayordomos que residían en las cabeceras de las provincias tenían especial cuidado de mandar a los naturales que tuviesen muy buen recaudo en estos tambos o aposentos [...] y es de ver el real camino cuán bien hecho y desechado va por ellos, y cuán ancho y llano por las laderas y por las sierras socavadas algunas partes la peña viva para hacer sus descansos y escaleras.

## Redes

Gran Camino inca en rojo y ramales longitudinales y tranversales.

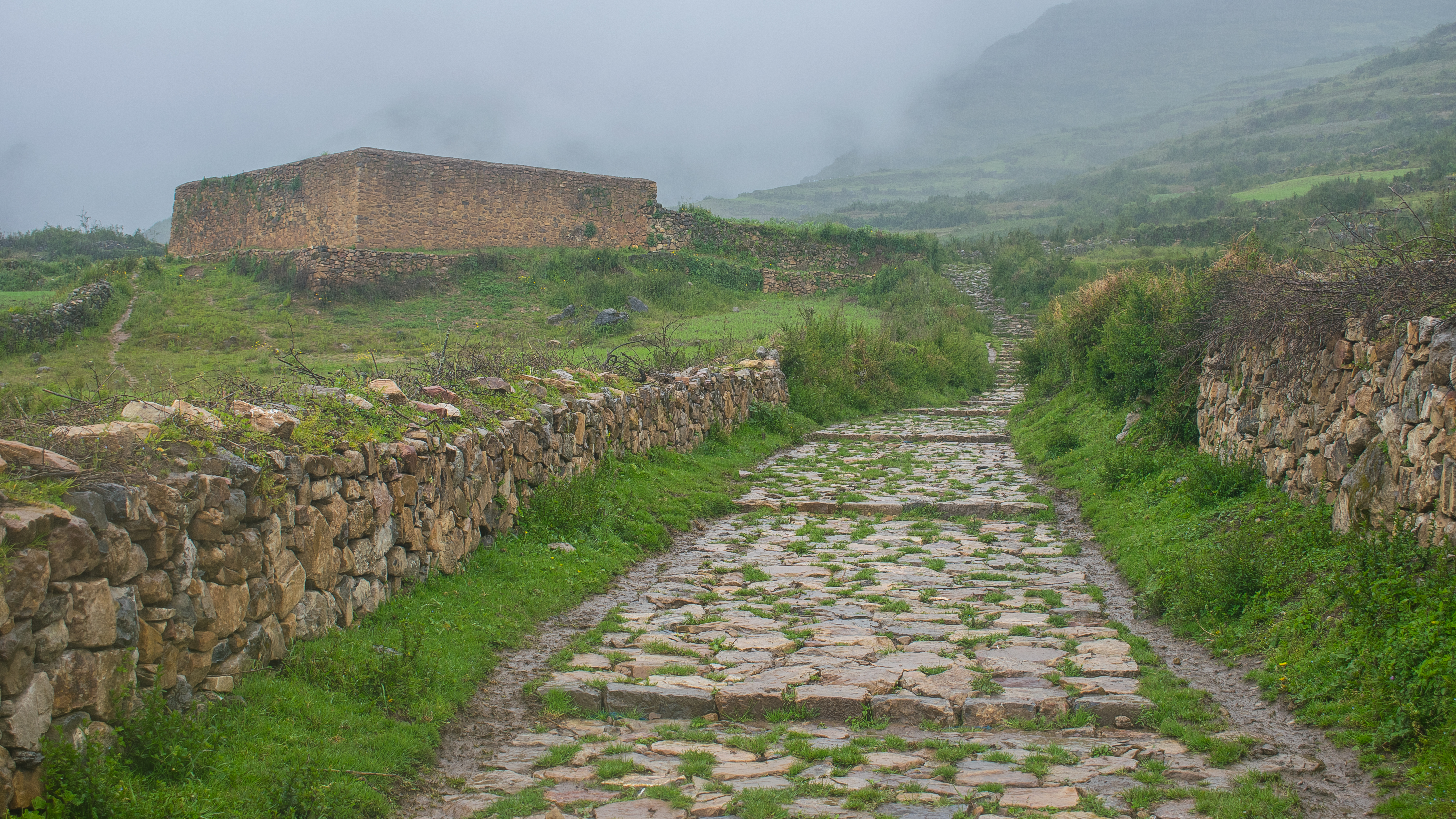
Inca Naani (Camino Inca) y Ushnu de Soledad de Tambo forman parte un complejo y variado paisaje cultural ubicado en el distrito de Huachis, provincia de Huari, departamento de Áncash.

a. Camino real de la sierra. Localizado en la sierra oriental de Áncash (Conchucos). Permitió la interconexión directa de Quito con Cusco. Fue el que recorrieron con mayor frecuencia los Sapa Incas en sus viajes al norte. Los poblados que atravesaba eran:
- Pincosmarca:
- Huaritambo: Contaba con un palacio real construido por Huayna Cápac.
- Maraycalla:
- Huancabamba: Contaba con un palacio real de menor dimensión.
- Piscopampa:
- Siguas:
- Conchuco.

b. Camino de la costa Camino milenario de las culturas costeñas que los incas ampliaron y equiparon. Permitió la conexión de los valles de Chimú con Chicama y Sancta. Se interconectaba con el camino real por el norte, desde Sancta a Conchuco, y por el sur desde Pativilca a Huaritambo.
c. Camino del Callejón de Huaylas Sirvió como ramal interconector entre los dos principales, se cuentan 4 caminos tranversales que comunicaban al camino real: Olleros-Huaritambo, Quebrada Honda-Maraycalla, LLanganuco-Piscopampa y Waylas-Conchuco.
Los poblados que atravesaba eran:
- Lampas
- Pachacoto
- Choquerecuay
- Guaray (hoy Huaraz)
- Huaylas (hoy Caraz)